# Paul Annenkov
Pour les articles homonymes, voir Annenkov.
Pavel Vassilievitch Annenkov (en russe : Па́вел Васи́льевич А́нненков), né le 19 juin 1813 (1er juillet dans le calendrier grégorien) à Moscou et mort le 8 mars 1887 à Dresde, est un critique littéraire russe, historien de la littérature et mémorialiste,.

## Biographie
Pavel Annenkov est né à Moscou le 19 juin 1813.
Il a été auditeur libre à la faculté d'histoire et de philologie de l'Université d'État de Saint-Pétersbourg. Vers 1832, il fait la connaissance de Nicolas Gogol, et en 1839 du critique Vissarion Belinski. Entre 1840 et 1843, il voyage en Allemagne, en Italie et vit à Paris. Pendant son séjour à Rome, il rencontre son ami Nicolas Gogol qui travaille à son roman Les Âmes mortes. Annenkov consacre à ce séjour un chapitre de ses Souvenirs dans lequel il évoque de nombreuses personnalités de cette époque : Nikolaï Stankevitch, Mikhaïl Lermontov, Timofeï Granovski, Alexandre Herzen, Ivan Tourgueniev. Durant les années 1840, il prend une part active aux activités de la Maison de la littérature de Saint-Pétersbourg.
Il fait ses débuts dans la publication avec une rubrique Lettres de l'étranger dans la revue « Annales de la Patrie » en 1841.
Annenkov entre dans l'histoire de la littérature russe en fondant la catégorie des critiques spécialisés, les pouchkinistiki, qui, les premiers, ont entamé la critique des œuvres complètes de Pouchkine dans les années 1855-1857. Ils ont également fourni les documents et références nécessaires à la réalisation d'une biographie complète de Pouchkine. Plus tard ils sont parvenus également à rassembler des données soumises à une censure moins stricte des œuvres du poète. Annenkov publie ainsi son monumental ouvrage Pouchkine à l'époque d'Alexandre Ier en 1874. L'auteur a travaillé sur les manuscrits de Pouchkine, des interviews de contemporains du poète, des articles parus dans la presse de son époque. Ses contemporains ont apprécié l'importance du travail d'Annenkov. Des poètes ont joué un rôle important dans ces recherches sur la vie et l'œuvre de Pouchkine tels Valéri Brioussov, Vladislav Khodassevitch, Anna Akhmatova. Comme Alexandre Droujinine, Annenkov est non seulement critique mais aussi narrateur. C'est un auteur très éclectique. Il a aussi tenté de définir et approfondir une théorie esthétique, mais n'y est pas parvenu.